# Nick Offerman
Nicholas David Offerman, född 26 juni 1970 i Joliet i Illinois, är en amerikansk skådespelare, komiker, författare och producent.
Offerman är bland annat känd för rollen som Ron Swanson i TV-serien Parks and Recreation. En roll han blivit prisad för. Han är också prisad och hyllad för sin insats som Bill i ett fristående avsnitt i TV-serien The Last of Us. Avsnittet har också kallats för både årets och tidernas bästa avsnitt i en tv-serie.

## Biografi
Nick Offerman bodde i mitten av 90-talet i Chicago och arbetade och deltog på improvisationsteatrar och lärde därigenom känna Amy Pohler som var involverad i Chicagos improvisations-scen.
År 2003 gifte han sig med skådespelaren Megan Mullally, känd från Will & Grace. En TV-serie som Offerman varit gästskådespelare i. Han har också synts i Kungen av Queens, 24, Gilmore Girls och Vita Huset. Hans största roll innan Parks and Recreation var i serien George Lopez där han spelade fabriksarbetaren och huvudpersonens stora kärlek Randy McGee.
2009 blev han erbjuden rollen som Ron Swanson i serien Parks and Recreation där han snabbt blev populär och hyllad. Rollen har gett honom ett Television Critics Association Award och två nomineringar av Critic's Choice Television Award.
Han har under och efter Parks And Recreation synts i ett antal storfilmer så som Sin City, 21 Jump Street, Familjetrippen och The Founder.

2023 medverkade han i det tredje fristående avsnittet av HBO-serien The Last of Us i rollen som Bill. Hans insats tillsammans med sin motspelare Murray Bartlett blev unisont hyllat av kritiker och tittare och avsnittet beskrevs som årets och tidernas bästa avsnitt. På grund av att avsnittet handlade om två homosexuellas relation blev också avsnittet review-bombat. Något Nick Offerman kommenterade i sitt tal när han vann en Emmy för sin insats, med orden:
"... När hat kommer emot mig med frågor som: Varför var du tvungen att göra det till en gay historia? Då säger vi: Just för att du frågar sådana frågor. Det är inte en gay historia, det är en kärlekshistoria, ditt arsle!"

## Filmografi (i urval)

### Film
| År   | Titel                                        | Roll                 | Notering       |
| ---- | -------------------------------------------- | -------------------- | -------------- |
| 1997 | Going All the Way                            | Wilks                |                |
| 1998 | Änglarnas stad                               | Byggarbetare         |                |
| 1999 | Treasure Island                              | Samuel               |                |
| 2000 | Groove                                       | Sergeant Channahon   |                |
| 2002 | Iskallt mord                                 | Polis                |                |
| 2004 | November                                     | Roberts              |                |
| 2005 | Miss Secret Agent 2                          | Karl Steele          |                |
| 2005 | Sin City                                     | Shlubb               |                |
| 2006 | Wristcutters: A Love Story                   | Polis                |                |
| 2007 | The Go-Getter                                | Nick the Potter      |                |
| 2008 | Harmony & Me                                 | Parkeringsvakt       |                |
| 2009 | The Men Who Stare at Goats                   | Scotty Mercer        |                |
| 2009 | Taking Chances                               | Hoke Hollander       |                |
| 2010 | Audrey the Trainwreck                        | David George         |                |
| 2010 | All Good Things                              | Jim McCarthy         |                |
| 2012 | Somebody Up There Likes Me                   | Sal                  | Även producent |
| 2012 | 21 Jump Street                               | Hardy                |                |
| 2012 | Casa de mi padre                             | Agent Parker         |                |
| 2013 | The Kings of Summer                          | Frank Toy            |                |
| 2013 | In a World...                                | Heners               |                |
| 2013 | Familjetrippen                               | Don Fitzgerald       |                |
| 2014 | Lego-filmen                                  | MetalBeard           | Röstroll       |
| 2014 | Date and Switch                              | Terry                |                |
| 2014 | 22 Jump Street                               | Hardy                |                |
| 2015 | Me and Earl and the Dying Girl               | Victor Gaines        |                |
| 2015 | Danny Collins                                | Guy DeLoach          |                |
| 2015 | Hotell Transylvanien 2                       | Mike Loughran        | Röstroll       |
| 2016 | Ice Age 5: Scratattack                       | Gavin                | Röstroll       |
| 2016 | Sing                                         | Norman               | Röstroll       |
| 2016 | The Founder                                  | Richard McDonald     |                |
| 2017 | The House of Tomorrow                        | Alan Whitcomb        | Även producent |
| 2017 | The Hero                                     | Jeremy               |                |
| 2017 | Mitt liv som Zuccihni                        | Raymond              | Röstroll       |
| 2018 | Hearts Beat Loud                             | Francis James Fisher |                |
| 2018 | Bad Times at the El Royale                   | Felix O'Kelly        |                |
| 2018 | White Fang                                   | Weeden Scott         | Röstroll       |
| 2019 | Lego-filmen 2                                | MetalBeard           | Röstroll       |
| 2020 | Have a Good Trip: Adventures in Psychedelics | Sig själv            |                |
| 2020 | Sacred Cow                                   | Berättarröst         |                |
| 2021 | Sing 2                                       | Norman               | Röstroll       |
| 2023 | Dicks: The Musical                           | Steve Chaney         |                |
| 2023 | Dumb Money                                   | Kenneth C. Griffin   |                |
| 2024 | Civil War                                    | USAs President       |                |
| 2025 | Smurfar                                      | TBA                  | Röstroll       |
| 2025 | Mission: Impossible – The Final Reckoning    | Sydney               | Kommande       |
| TBA  | A Complete Unknown                           | Alan Lomax           | Kommande       |

### TV
| År        | Titel                              | Roll              | Notering                                 |
| --------- | ---------------------------------- | ----------------- | ---------------------------------------- |
| 1997      | Cityakuten                         | Rog               | Avsnitt: "Ambush"                        |
| 1998      | KaBlam!                            | Kudzu             | 2 avsnitt                                |
| 1999      | Vita huset                         | Jerry             | Avsnitt: "The Crackpots and These Women" |
| 2001      | Will & Grace                       | Rörmokaren Nick   | Avsnitt: "Moveable Feast"                |
| 2002      | Advokaterna                        | Charles Rossi     | Avsnitt: "Manifest Necessity"            |
| 2003      | 24                                 | Marcus            | 3 avsnitt                                |
| 2003      | Kungen av Queens                   | "Mannen"          | Avsnitt: "Thanks, man"                   |
| 2003      | På spaning i New York              | Billy             |                                          |
| 2003      | George Lopez                       | Randy             | 8 avsnitt                                |
| 2004      | Deadwood                           | Tom Mason         | Avsnitt: "Deep Water"                    |
| 2005      | Monk                               | Jack Whitman      | Avsnitt: "Mr. Monk and the Election"     |
| 2005      | Gilmore Girls                      | Bo Belleville     | 2 avsnitt                                |
| 2006      | CSI: New York                      | Joe Green         | Avsnitt: "Cool Hunter"                   |
| 2007      | American Body Shop                 | Rob               | 10 avsnitt                               |
| 2008-2015 | Childrens Hospital                 | Chance Briggs     | 14 avsnitt                               |
| 2009-2015 | Parks and Recreation               | Ron Swanson       | 125 avsnitt                              |
| 2012-2019 | Bob's Burgers                      | Olika roller      | 3 avsnitt                                |
| 2012      | The Cleveland Show                 | Harris Grundle    | Avsnitt: "Tis the Cleveland to Be Sorry" |
| 2013      | Drunk History                      | Johnny Cool       | Avsnitt: "Boston"                        |
| 2013-2015 | Axe Cop                            | Ace Cop           | 22 avsnitt, även producent               |
| 2014      | Kroll Show                         | Vanya             | Avsnitt: "Krolling Around"               |
| 2014      | The Simpsons                       | Joseph Bowdith    |                                          |
| 2014-2023 | Last Week Tonight with John Oliver | Olika roller      | 4 avsnitt                                |
| 2015      | Fargo                              | Karl Weathers     | 5 avsnitt                                |
| 2015      | Mupparna                           | Sig Själv         | Avsnitt: "Bear Left The Bear Write"      |
| 2015      | Brooklyn Nine-Nine                 | Frederick         | Avsnitt: "Ava"                           |
| 2016      | Son of Zorn                        | Dr. Klorpnis      | 2 avsnitt                                |
| 2017      | Simma Lugnt, Larry                 | Cody Goodger      | Avsnitt: "Fatwa!"                        |
| 2018      | Will & Grace                       | Jackson Boudreaux | Avsnitt: "Friends and Lovers"            |
| 2018-2021 | Making It                          | Programledare     | 22 avsnitt                               |
| 2019      | Good Omens                         | Thaddeus Dowling  | 2 avsnitt                                |
| 2020      | Devs                               | Forest            | 8 avsnitt                                |
| 2021      | The Simpsons                       | Joseph Bowdith    |                                          |
| 2022      | Pam & Tommy                        | Uncle Miltie      |                                          |
| 2022      | The Resort                         | Murray Thompson   |                                          |
| 2022      | A League of Their Own              | Dove Porter       | 3 avsnitt                                |
| 2023      | The Last of Us                     | Bill              | Avsnitt: "Long, Long Time"               |